# Charles-Philippe Place
Charles-Philippe Place (Paris, 14 de fevereiro de 1814 – Rennes, 5 de março de 1893) foi um cardeal francês da Igreja Católica, arcebispo de Rennes, Dol et Saint-Malo.

## Biografia
De uma família da burguesia industrial, era filho de Philippe Place e Marie Lefèbvre d'Hervilliers. Estudou no Liceu Henrique IV (clássicos e literatura) e na Universidade de Paris, onde obteve o doutorado em direito civil em 1841; foi recebido na Ordem dos Advogados e exerceu a sua profissão no tribunal de apelação de Paris.
Em 1847, decidiu ingressar na vida eclesiástica e foi para Roma estudar teologia no Collegio Romano, servindo também temporariamente como secretário do embaixador francês em Roma (a quem acompanhou a Gaeta durante a revolução de 1849). Foi ordenado padre em 30 de março de 1850, na Arquibasílica de São João de Latrão por Costantino Patrizi Naro, Cardeal-vigário de Roma. Mais tarde, obteve o doutorado in utroque iure, tanto em direito canônico quanto civil, pelo breve apostólico de 28 de julho de 1863.
Em seu retorno à França, foi nomeado cônego honorário do capítulo da catedral de Orleães em julho de 1850. Vigário-geral da diocese de Orleães, foi o responsável pela instrução cristã dos jovens e reitor do Seminário Menor de Orleães. Em 1856, passou para a arquidiocese de Paris e foi capelão de religiosos e se tornou reitor do Seminário Menor de Notre-Dame-des-Champs, em Paris. Foi também Prelado doméstico de Sua Santidade. Por decreto imperial de 15 de março de 1863, foi nomeado auditor da Sagrada Rota Romana para a França, foi admitido no dia 5 de junho seguinte. Obteve o doutorado in utroque iure por breve pontifício de 28 de julho e prestou juramento em 22 de janeiro de 1864, sucedendo como auditor o futuro cardeal Charles-Martial-Allemand Lavigerie, M.Afr. Foi feito cavaleiro da Légion d'honneur em 12 de agosto de 1864. Também foi condecorado com a Grã-Cruz do Santo Sepulcro.

## Episcopado
Ele foi nomeado para a Diocese de Marselha pelo imperador Napoleão III da França em 13 de janeiro de 1866, com seu nome confirmado como bispo em 22 de junho, foi consagrado em 26 de agosto, no hall do Consistório no Palácio Apostólico pelo Papa Pio IX, coadjuvado por Giuseppe Cardoni, bispo de Loreto e Recanati, e por Francesco Marinelli, O.E.S.A., sacristão de Sua Santidade.
Obteve sua licenciatura em teologia na Sorbonne em 1868. Participou do Concílio Vaticano I (1869-1870), onde fez parte da minoria e votou non placet (contra a definição de infalibilidade papal) na sessão de 13 de julho de 1870, o que o colocou em conflito com os elementos utramontanos de seu clero, especialmente porque lhe foi atribuída a autoria de uma carta publicada lamentando os obstáculos à liberdade do concílio. Mas ele apresentou em uma carta pastoral após a definição dogmática, aceitando-a.
A Santa Sé, que havia manifestado reservas sobre sua nomeação episcopal em 1866 por causa de sua reputação de galicanismo, opôs-se em 1870 à sua promoção à sé metropolitana e primacial de Lyon. Durante seu episcopado em Marselha, trabalhou para terminar a construção da catedral, reorganizou as finanças da diocese e teve que enfrentar o anticlericalismo, por conta do progresso da indiferença religiosa.
Apresentado pelo presidente da França, Patrice de Mac-Mahon, duque de Magenta, à Arquidiocese de Rennes em 8 de julho de 1878, foi confirmado em 15 de julho, sendo concedido o pálio no mesmo dia. Tomou posse da Sé no dia 10 de outubro seguinte. Obteve em 13 de fevereiro de 1880 o restabelecimento do título de catedral para as igrejas de Saint-Samon de Dol e Saint-Vincent de Saint-Malo e a arquidiocese tornou-se a de Rennes, Dol et Saint-Malo.
Em sua arquidiocese, erradicou as tradições jansenistas, fundou muitas escolas cristãs, realizou visitas pastorais em todo o seu território, visitando pelo menos duas vezes cada paróquia, fomentou a formação do clero com conferências eclesiásticas e retiros anuais, deu grande importância ao catecismo, primeira comunhão e perseverança, criou uma Secretaria Diocesana de Obras e, geralmente, se opunha à interferência do clero nas disputas eleitorais e condenava os excessos dos extremistas (muitas vezes de círculos legitimistas). Ele levou muito a sério seu papel de metropolita, convocando uma reunião anual dos bispos sufragâneos.

## Cardinalato
Foi criado cardeal pelo Papa Leão XIII, no Consistório de 7 de junho de 1886, recebendo o barrete vermelho e o título de cardeal-presbítero de Santa Maria Nova em 17 de março de 1887.
Ele lutou pela liberdade de educação, assinando em janeiro de 1892 uma exposição da situação feita para a Igreja na França. Ele também protestou contra os decretos de expulsão das congregações religiosas. Em 1890, recusou-se a assumir o anúncio da política de convocação dos católicos para a Terceira República, como solicitado pelo cardeal Mariano Rampolla del Tindaro, secretário de Estado, missão que acabaria por caber ao cardeal Lavigerie.
Faleceu em 5 de março de 1893, em Rennes. Foi velado na Catedral metropolitana de Rennes, onde o funeral ocorreu no dia 14 de março seguinte e foi enterrado nessa mesma catedral.